# Olimpia Satu Mare
Olimpia Satu Mare ist ein rumänischer Fußballverein aus Satu Mare. Er spielt seit 2013 in der zweiten rumänischen Fußballliga, der Liga II. Der Verein war insgesamt sechs Jahre Mitglied der höchsten rumänischen Spielklasse, der Divizia A. Der größte Erfolg ist das Erreichen des Pokalfinals 1978.

## Geschichte
Olimpia Satu Mare wurde im Jahr 1921 gegründet. In den 1920er-Jahren schaffte es der Verein zweimal, sich durch einen Sieg in der regionalen Meisterschaft von Satu Mare für die Endrunde um die rumänische Fußballmeisterschaft zu qualifizieren. Olimpia verlor in den Jahren 1926 und 1927 aber jeweils in der ersten Runde.
Im Jahr 1932 schloss sich Olimpia Satu Mare mit dem Eisenbahner-Fußballverein zusammen und spielte fortan unter dem Namen Olimpia CFR Satu Mare. Als im gleichen Jahr die Divizia A gegründet wurde, war Olimpia CFR nicht dabei. Erst im Jahr 1937 gelang der erstmalige Sprung in die Erstklassigkeit, am Ende der Saison 1937/38 stand aber bereits wieder der Abstieg.
Nach dem Ende des Zweiten Weltkrieges wurde Olimpia CFR in die drittklassige Divizia C eingegliedert, es gelang aber bereits im ersten Jahr der Aufstieg in die Divizia B. Nachdem der Verein im Jahr 1948 in CFR Satu Mare geändert hatte, spielte er ab 1950 als Locomotiva Satu Mare und ab 1952 als Progresul Satu Mare (Fortschritt). Nach dem Abstieg aus der Divizia A im Jahr 1956 änderte er seinen Namen erneut und nannte sich fortan Someșul Satu Mare (benannt nach dem Fluss Someș, an dem Satu Mare liegt).
Nach der Fusion mit Dinamo Săsar im Jahr 1961 nannte sich der Verein ASMD Satu Mare (Asociația sportivă muncitoresc-dinamovistă) und schaffte im Folgejahr die Rückkehr in die Divizia B. Im Jahr 1965 folgte – mittlerweile als Sătmăreana Satu Mare – der erneute Abstieg. Nach der zwischenzeitlichen Namensänderung in Metalul Satu Mare (1967) nahm der Verein im Jahr 1968 wieder seinen ursprünglichen Namen FC Olimpia Satu Mare an. Ein Jahr später gelang ihm der Wiederaufstieg in die Divizia B.
In den 1970er-Jahren folgt die erfolgreichste Zeit von Olimpia. Im Jahr 1974 schaffte der Verein die Rückkehr in die Divizia A, wo in der Saison 1974/75 mit einem neunten Platz das beste Ergebnis der Vereinsgeschichte erreicht werden konnte. Der Abstieg in der folgenden Saison wurde durch den Wiederaufstieg im Jahr 1977 wieder ausgeglichen. Im darauffolgenden Jahr konnte sich Olimpia für das Pokalfinale qualifizieren, unterlag dort aber Universitatea Craiova. Mit dem Abstieg 1980 ging ein erfolgreiches Jahrzehnt zu Ende.
Nach dem knapp verpassten direkten Wiederaufstieg folgten mehr als zehn Jahre ununterbrochene Zugehörigkeit zur Divizia B. Diese endete im Jahr 1993 mit dem Abstieg in die Divizia C, die nur aufgrund des Abzugs von vier Punkten zustande kam. Schon zwei Jahre später gelang Olimpia der Wiederaufstieg und im Jahr 1998 folgte unter dem Trainer Gavril Both der bis dato letzte Aufstieg in die Divizia A. Schon in der Saison 1998/99 stieg Olimpia aber mit großem Abstand als Tabellenletzter aus der Divizia A ab.
Der Verein versuchte in den Folgejahren vergeblich, ins Oberhaus zurückzukehren. Am 15. April 2004 wurde Trainer József Kiprich von dem Mäzen des Vereins, Mircea Govor, entlassen, da sich die Aufstiegschancen durch eine Niederlage bei Jiul Petroșani deutlich verschlechtert hatten. Schließlich scheiterte man im letzten Heimspiel an CFR Cluj.
Im Jahr 2006 musste Olimpia erneut den Gang in die Drittklassigkeit antreten, wo am Ende der Saison 2006/07 unter Trainer Mircea Bolba sogar der sportliche Abstieg in die Liga IV feststand. Catrinel Raț, der Mircea Govor im Februar 2005 als Präsident des Vereins abgelöst hatte, meldete die Mannschaft jedoch nicht für die Meisterschaft der Folgesaison an und versuchte stattdessen bei dem rumänischen Fußballverband einen Drittligaplatz zu ergattern. Zeitweise wurde sogar eine Fusion mit dem Neuaufsteiger Turul Micula in Erwägung gezogen. Nachdem der Verband den Start in die neue Saison um zwei Wochen verschoben hatte und sich der finanziell angeschlagene Sparta Mediaș Anfang August 2007 zurückgezogen hatte, konnte Olimpia unter dem neuen Spielertrainer Florin Fabian zu einer weiteren Saison in der Liga III antreten. Als Mäzen stieg zudem der Geschäftsmann Beniamin Kira ein, der sich auch die Namensrechte an Olimpia Satu Mare sicherte. Mit dem unter hohem Zeitdruck zusammengestellten Kader wurden in den ersten Meisterschaftsspielen jedoch nicht die erhofften Resultate erzielt. Aufgrund nicht beglichener Schulden in Höhe von 5.000 US-Dollar an den ehemaligen Spieler Vendel Hornyák kam ein Drei-Punkte-Abzug hinzu. Am 13. November 2007 gab Beniamin Kira bekannt, die Mannschaft nicht mehr weiter finanziell unterstützen zu wollen, und einen Tag später trat Trainer Fabian wegen Perspektivlosigkeit zurück. Am 15. November 2007 beschlossen die Spieler, die Saison unentgeltlich zu Ende spielen zu wollen. Als Chefcoach in den verbliebenen drei Spielen der Hinrunde wurde Tiberiu Csik eingesetzt, dessen Spielervertrag bei Minerul Lupeni wenige Wochen zuvor aufgelöst worden war und der zu diesem Zeitpunkt ein Jugendteam bei Olimpia trainierte. Da sich in Satu Mare kein neuer Investor für Olimpia fand, stand der Verein in der Winterpause kurz vor der Auflösung. Im Februar 2008 schloss Präsident Raț daher einen Vertrag mit dem Bauunternehmer Dumitru Ardelean, dem Mäzen von Flacăra Halmășd aus der Liga IV des Kreises Sălaj, ab. Ardelean verpflichtete sich, die Schulden von Olimpia vollständig zu übernehmen, wenn die erste Mannschaft des Vereins seine Rückrundenheimspiele im von Satu Mare 80 Kilometer und von Halmășd 20 Kilometer entfernten Măgura-Stadion in Șimleu Silvaniei austragen würde. Da der Verkauf von Ligastartrechten im Laufe einer Saison untersagt war, wurde die Verlagerung der Heimspielstätte dem Verband gegenüber mit Renovierungsarbeiten im Stadionul Olimpia begründet, obwohl dieses im Vorjahr einen neuen Rasen erhalten hatte und auch keine Gelder für die Instandhaltungsmaßnahmen bereitgestellt worden waren. Mit einem völlig neu zusammengestellten Team, das keinen Bezug mehr zu dem der Hinrunde hatte, und ohne den Rückhalt der alten Fans, die den neuen Verein boykottierten, spielte Olimpia Silvania Șimleu Silvaniei unter Trainer Vasile Pașca die Saison in Șimleu Silvaniei zu Ende und schaffte am letzten Spieltag den Klassenerhalt. Dennoch gab es im Kreis Satu Mare ab Sommer 2008 keinen Fußballverein mehr in den höchsten drei Ligen:
- Olimpia Silvania Șimleu Silvaniei erhielt aufgrund des Klassenerhalts von dem rumänischen Fußballverband ein Startrecht in der Liga III unter dem alten Namen Olimpia 2002 Satu Mare. Präsident Catrinel Raț fand jedoch in Satu Mare keine Investoren, die bereit gewesen wären, die Vereinsschulden in Höhe von 15.000 Euro zu übernehmen. Für die Erstrundenpartie der Cupa României 2008/09 am 30. Juli 2008 gegen Someșul Satu Mare wurde zwar auf die Schnelle noch ein 18-köpfiges Team zusammengestellt, doch ging dieses Spiel verloren, ohne dass es überhaupt zur Austragung kam: in dem dafür vorgesehene Stadion von Micula war erst kurz davor ein neuer Rasen, der noch nicht bespielbar war, verlegt worden. Da sich anschließend niemand mehr für den Verein verantwortlich fühlte, fiel der Drittligastartplatz an den sportlich eigentlich abgestiegenen CS Marmația 96 Sighetu Marmației.
- Someșul Satu Mare, das zeitweise als Satellitenteam von Olimpia fungiert hatte, wurde von dem bisherigen Mäzen Mircea Govor an Dumitru Ardelean abgegeben. Der neue Verein trat ab der Saison 2008/09 in Șimleu Silvaniei im Kreis Sălaj unter dem Namen FC Silvania Șimleu Silvaniei in der Liga III an. Someșul sicherte sich den Platz von Pro Life Poiana Codrului in der Staffel A der Liga IV, trat diesen aber an den im Juli 2008 von dem Kreisfußballverband neu gegründeten Olimpia 2008 Satu Mare ab. Die von Tiberiu Csik trainierte Mannschaft bestand hauptsächlich aus Mitgliedern der Juniorenteams von Olimpia 2002 und Someșul.
- Turul Micula verkaufte sein Startrecht in der Liga III an CS Inter Clinceni aus dem Kreis Ilfov und trat selbst in der Saison 2008/09 ebenfalls in der Staffel A der Liga IV an.
- FC Olimpia 1921 Satu Mare, der Vorgängerverein von Olimpia 2002 Satu Mare, hatte aufgrund von Schulden in Höhe von 2.100.000 RON Insolvenz angemeldet und war aufgelöst worden.

Zudem gab es zu diesem Zeitpunkt noch ein kurzlebiges Projekt des Kreisrats namens CSJ Olimpia Satu Mare sowie die Marke Olimpia Satu Mare, die sich der ehemalige Mäzen Beniamin Kira gesichert hatte. FC Olimpia 1921 und Olimpia 2002 wurden am 18. Juli 2009 offiziell aus dem rumänischen Fußballverband ausgeschlossen. Olimpia 2008 Satu Mare belegte in den ersten beiden Spielzeiten jeweils einen Platz im Mittelfeld der Staffeltabelle. Da Satu Mare im Sommer 2010 der einzige Kreis Rumäniens ohne Mannschaft in den ersten drei Ligen war, genehmigte der Kreisrat am 12. August 2010 die Gründung der Asociația Sportivă Fotbal Club Olimpia 2010 Satu Mare. Für den neuen Verein wurde ein Etat bereitgestellt, um die besten Spieler aus dem Kreis Satu Mare zu einer schlagkräftigen Mannschaft zusammenzuführen. Diese stieg am sechsten Spieltag in die Saison 2010/11 ein, an deren Ende der erste Rang in Staffel A mit 29 Siegen und einem Unentschieden aus 30 Spielen feststand. Im Anschluss konnte im Meisterschaftsendspiel Someșul Oar, der Gewinner der Staffel B, sowie in der Relegation Meseșul Treznea, der Meister des Kreises Sălaj, bezwungen werden, so dass 2011 der Aufstieg in die Liga III geschafft wurde. In der Saison 2012/13 stieg der Verein in die Liga II auf, in der er seitdem spielt.

## Erfolge
- Rumänischer Pokalfinalist: 1978
- Aufstieg in die Divizia A: 1937, 1974, 1977, 1998

## Spieler
- Gábor Gerstenmájer (19??–1987) Jugend, (1987–1990) Spieler,
- Adrian Sălăgeanu (2001–2004, 2015–)

## Trainer
- Iosif Vigu (1988)
- Remus Vlad (1999–2000)
- József Kiprich (2003, 2004)
- Mircea Bolba (2004–2006, 2007)
- Florin Fabian (2007)
- Tiberiu Csik (2007, 2008–)
- Vasile Pașca (2008)